# Limassol
Limassol græsk: Λεμεσός, Lemesós) er en by i den sydlige del af Cypern. Selve byen har 235.056(2011) indbyggere, hvilket gør den til landets næststørste by efter hovedstaden Nicosia. Byen er hovedby i et distrikt af samme navn og er som så mange andre byer på øen et populært rejsemål for turister fra hele Europa.